# Neonet

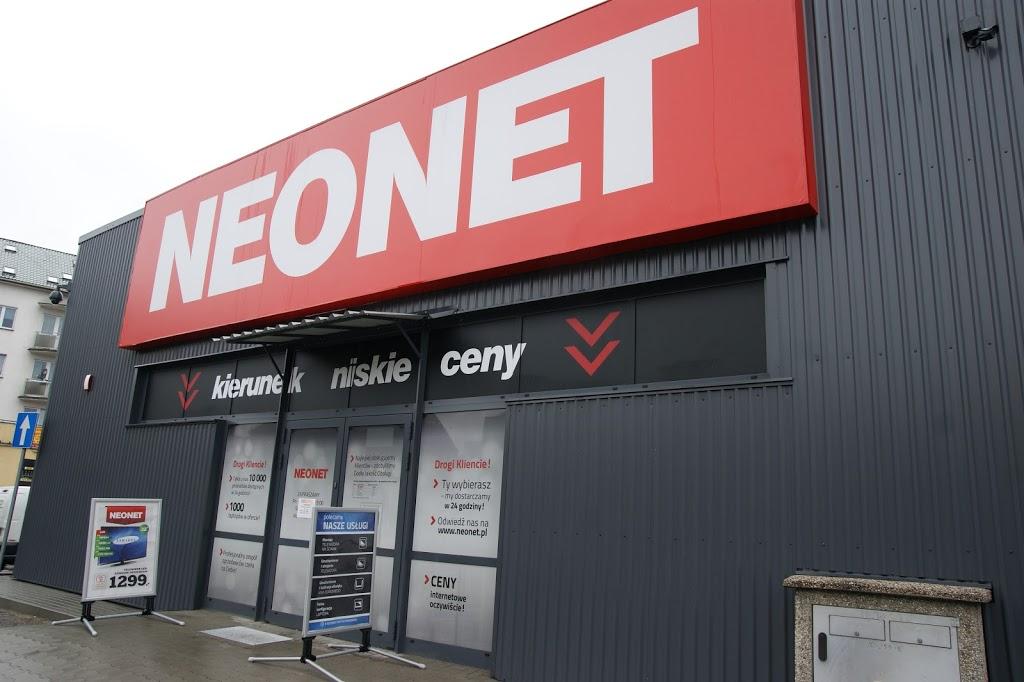
Neonet Kalisz

Neonet (zapisywany jako: NEONET) – polska sieć detaliczna z Wrocławia mająca w ofercie sprzęt komputerowy i konsole, RTV i AGD, telefony komórkowe, tablety, sprzęt i akcesoria fotograficzne, zmechanizowany sprzęt gospodarstwa domowego oraz usługi towarzyszące. Posiada około 157 sklepów rozlokowanych na terenie całej Polski.

## Historia
Powstanie sieci detalicznej Neonet wiąże z osobą Marka Majewskiego, który po ukończeniu studiów ekonomicznych, w 1990 roku otworzył na Dolnym Śląsku jednoosobową hurtownię RTV AGD. Cztery lata później kupił spółkę D and D, którą jeszcze w 1994 roku przemianował na Firmę Handlową M and M.
W 2003 roku Marek Majewski założył Neonet, osiągając w tym samym roku obrót w wysokości 170 mln zł. Szybki rozwój sieci spowodował, że już w 2005 roku zatrudniała ona około 800 osób, a obroty wzrosły do 450 mln zł. W tym samym roku spółka planowała wejść na warszawską Giełdę Papierów Wartościowych. Na koniec roku 2006 obroty spółki osiągnęły wartość 634 mln zł, w czym zysk netto wyniósł 7,3 mln zł. W roku 2007 Neonet posiadał sieć 120 placówek własnych i 220 jednostek franczyzowych. W 2008 Neonet przejął 50% udziałów gorzowskiej sieci ok. 190 sklepów RTV Mars AGD.
W 2009 roku Neonet uruchomił wizerunkową kampanię telewizyjną oraz billboardową z hasłem „U nas najdroższy jest Klient”. W 2012 roku Neonet posiadał w swojej sieci 401 sklepów, w tym 153 sklepy franczyzowe. Przychody grupy Neonet w zakończonym 31 marca 2013 roku wyniosły 2,6 mld zł. W 2016 roku pojawiły się informacje o zakupie klubu piłkarskiego Śląsk Wrocław przez założyciela i właściciela grupy Neonet, Marka Majewskiego.

### Reorganizacja
27 listopada 2023 roku został złożony wniosek o postępowanie sanacyjne, który jest odpowiedzią na problemy z płynnością finansową spółki. Następnego dnia (28 listopada 2023) został złożony także wniosek o postępowanie upadłościowe. Spółka podkreśla, że wniosek został złożony na wszelką ostrożność, oraz nie będzie on dalej procedowany. 13 czerwca 2025 roku postępowanie sanacyjne przedsiębiorstwa zostało zakończone.
9 października 2024 roku spółka x-kom podpisała z przedsiębiorstwem umowę inwestycyjną, a 3 lutego 2025 roku przejęła w nim 51% udziałów.

## Działalność charytatywna
Grupa Neonet oprócz działalności zarobkowej angażuje się także w działania charytatywne oraz kampanie społeczne. Wśród beneficjentów działalności charytatywnej Neonet znajdują się m.in. Fundacja Rozwoju Kardiochirurgii im. Zbigniewa Religi w Zabrzu oraz ogólnopolski projekt Szlachetna Paczka.
W 2010 roku sieć wsparła sprzedaż płyty CD z utworami nagranymi przez popularnych w Polsce artystów, takich jak: Stanisława Celińska, Krzysztof Kiljański, Małgorzata Kożuchowska, Zbigniew Kurtycz, Maciej Maleńczuk, Andrzej Piaseczny, Marek Piekarczyk, Janusz Radek, Stanisław Sojka, Mietek Szcześniak, Małgorzata Walewska, Kasia Wilk i Łukasz Zagrobelny. Całkowity dochód ze sprzedaży płyty przeznaczono na budowę sztucznej komory serca dla dzieci.